# Hultasjön, Västmanland
Hultasjön är en sjö i Lindesbergs kommun i Västmanland och ingår i Norrströms huvudavrinningsområde. Sjön har en area på 0,677 kvadratkilometer och ligger 62,9 meter över havet.

## Delavrinningsområde
Hultasjön ingår i det delavrinningsområde (661117-147344) som SMHI kallar för Mynnar i Björkasjön. Medelhöjden är 85 meter över havet och ytan är 43,72 kvadratkilometer. Det finns inga avrinningsområden uppströms utan avrinningsområdet är högsta punkten. Vattendraget som avvattnar avrinningsområdet har biflödesordning 3, vilket innebär att vattnet flödar genom totalt 3 vattendrag innan det når havet efter 208 kilometer. Avrinningsområdet består mestadels av skog (70 procent). Avrinningsområdet har 0,78 kvadratkilometer vattenytor vilket ger det en sjöprocent på 1,8 procent.